# طائفة مرسية
طائفة مرسية هي إحدى ممالك الطوائف التي أسسها أبو عبد الرحمن بن طاهر في شرق الأندلس مستقلاً عن طائفة بلنسية، وحافظت على استقلاليتها حتى عام 481 هـ، حيث ضمتها طائفة إشبيلية.

## تحت حكم ألمرية ثم بلنسية
بعد مقتل عبد الرحمن شنجول عام 399 هـ، فرّ عدد من الفتيان الصقالبة العامرييين إلى شرق الأندلس وأسسوا عددًا من الدويلات، كان خيران الصقلبي من بين هؤلاء الفتيان، حيث استطاع أن يستولى على أريولة عام 403 هـ، ثم ضم إليها مرسية، ثم استولى على ألمرية من يد أفلح الصقلبي في محرم 405 هـ، وجعلها قاعدة لملكه، لتصبح مرسية جزء من طائفة ألمرية، وجعل من زهير الصقلبي نائبًا له على مرسية وأريولة. وبعد وفاة خيران في جمادى الآخرة 419 هـ، اختاره الفتيان العامريون لخلافته، فانتقل إلى ألمرية، وأناب أبي بكر بن طاهر على حكم مرسية لثقته في ولائه وأمانته. استغل مجاهد العامري صاحب دانية رحيل زهير إلى ألمرية، وهاجم مرسية، وأسر أبي بكر بن طاهر، إلا أن ابن طاهر استطاع أن يفتدي نفسه من الأسر، فأعاده زهير إلى ولايته وأكرمه. وبعد مقتل زهير عام 429 هـ، خلفه عبد العزيز المنصور صاحب بلنسية في ملكه، فأقر ابن طاهر على حكم مرسية. وقد أظهر ابن طاهر ولائه اسميًا لعبد العزيز المنصور.
ازدهرت أحوال مرسية وعمها الأمن والرخاء في عهد أبي بكر، وذاعت بها العلوم والآداب. وظل أبو بكر في حكم مرسية حتى وفاته عام 455 هـ، وخلفه ابنه أبو عبد الرحمن بن طاهر. توفي عبد العزيز عام 452 هـ، وخلفه ابنه عبد الملك الذي أقر أبي عبد الرحمن نائباً عنه على مرسية خلفًا لأبيه.

## الاستقلال ثم السقوط

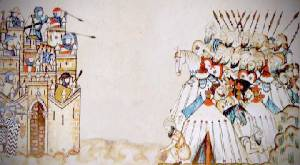
صورة لحصار المرابطين على أليدو

في عام 457 هـ، استغل أبو عبد الرحمن فرصة هزيمة قوات بلنسية في معركة بطرنة أمام قوات فرناندو الأول ملك ليون و قشتالة واستقلَّ بمرسية، وتبعته أريولة ومولة وإلش وكتندة. وظل في الحكم حتى عام 471 هـ، حين وجّه المعتمد بن عباد قوات بقيادة وزيره ابن عمار لضم مرسية. مرّ في طريقه بقائد حصن بلج عبد الرحمن بن رشيق الذي كلّفه ابن عمار بقيادة قوات المعتمد لحصار مرسية. استطاع ابن رشيق الاستيلاء على مولة التي كانت تمد مرسية بالمؤن، ثم سقطت المدينة بعد أن فتحت أبوابها بالخيانة. جعل المعتمد وزيره ابن عمار حاكمًا على المدينة، غير أن ابن عمار استقل بها عن سلطة المعتمد بعد فترة قصيرة. وفي عام 474 هـ، استغل ابن رشيق مغادرة ابن عمار مرسية لتفقد بعض الحصون، وانتزع منه المدينة.
خلع ابن رشيق أيضًا طاعة المعتمد، واستمر يحكمها حتى ضمها المعتمد مجددًا عام 481 هـ. اختلفت الروايات حول كيفية ضم المعتمد للمدينة. إحدى الروايات تقول بأن أبا الحسن بن اليسع هاجم مرسية، وانتزعها من ابن رشيق باسم المعتمد. بينما تقول رواية أخرى بأن يوسف بن تاشفين ردّها إلى المعتمد من يد ابن رشيق بعد حصار حصن لييط عام 481 هـ.

## حكامها
- أبو عبد الرحمن بن طاهر (457 هـ-471 هـ)
- أبو بكر بن عمار (471 هـ-474 هـ)
- عبد الرحمن بن رشيق (474 هـ-481 هـ)